# Megasthenes
Megasthenes, född ca år 340 f.Kr. i Jonien, död ca år 282 f.Kr. var en grekisk diplomat, geograf och författare.
Megasthenes var en grekisk lärd som den hellenistiske kungen Seleukos I skickade som ambassadör till satrapen i Arachosien i södra Afghanistan och till kung Sandragupta i Indien. Han förde med sig och skrev ner berättelser om det okända Indien i sin bok Indica, om religion och natur och folket som levde där.